# Fortaleza de Itaipu
O Forte Duque de Caxias de Itaipu, conhecido por Fortaleza de Itaipu, localiza-se na Ponta de Itaipu, em Praia Grande, dominando a barra de São Vicente, no litoral do estado de São Paulo.

## História
Tendo o Presidente do Estado de São Paulo, Dr. Bernardino José de Campos Júnior, durante a Revolta da Armada de 1893, constatado pessoalmente a precariedade do sistema defensivo da barra de Santos, constituído pela Fortaleza de Santo Amaro e pelo Forte Augusto, decidiu-se modernizar aquela defesa.
O Forte de Itaipu, projetado em 1896, destinava-se a controlar o movimento de embarcações na barra de São Vicente, acesso ao Porto de Santos. A sua artilharia, seis canhões Krupp 150 mm L/50 foi encomendada da Alemanha em 1901. Os dois anos seguintes foram consumidos na execução das obras de infra-estrutura: estradas, contenção de encostas e pontes de acesso, e um viaduto com vão livre de 20 metros e flecha de seis metros.
A partir de 1903, iniciou-se a construção da primeira bateria, e em seguida, entre 1904 e 1906, foram levantados o Quartel, o Paiol, a Casa do Comandante e outras edificações. A partir de 1909, foi iniciada a segunda bateria, de obus (Bateria General Gomes Carneiro) e, no ano seguinte (1910), as obras complementares. As suas obras foram executadas pelo Coronel Ximeno Villeroy (GARRIDO, 1940:135). Em 1918 foram entregues as instalações do "Forte Duque de Caxias" e, no ano seguinte (1919), as do "Forte de Jurubatuba", ambos dotados de canhões franceses Schneider-Canet de 150 mm, com alcance de 9 quilómetros).
Durante a Revolução Constitucionalista de 1932, a guarnição do forte alinhou-se ao lado dos revolucionários que lutavam contra o governo do então presidente Getúlio Vargas (1930-1945) (GARRIDO, 1940:136). Bombardeado por uma esquadrilha de hidroaviões Savoia-Marchetti S.55 governistas, a guarnição substituiu estrategicamente os canhões Schneider-Canet por réplicas de madeira pintada, embarcando a verdadeira artilharia e munição no "Fantasma da Morte", um trem adaptado pelos revolucionários, utilizado na linha de combate.
Durante a Segunda Guerra Mundial o forte manteve-se em estado de alerta, assegurando a navegação naquele trecho das águas territoriais brasileiras, acesso ao estratégico Porto de Santos. Nesse contexto, foi iniciada a construção da terceira bateria, denominada "Forte General Rego Barros".
Na década de 1950 encontrava-se guarnecido pelo 5º Grupo de Artilharia de Costa, ainda artilhado com os canhões Schneider-Canet de 150 mm (BARRETTO, 1958:267).
A partir de 1 de Abril de 1960, as dependências do forte passaram a ser guarnecidas pelo 6º Grupamento de Artilharia de Costa Motorizado (6º GACosM) tendo a sua artilharia sido substituída por canhões móveis Vickers-Armstrong de 152,4 mm.
A partir de 1994 as instalações do forte encontram-se abertas à visitação pública.